# 穆拜赖德
穆拜赖德（Mubarrad ）阿拉伯阿拔斯王朝语法家、文学学者，本名穆罕默德·本·耶济德。原籍也门阿拉伯艾兹德部落人，生于巴士拉。在巴士拉研究语法后，于860年应诏赴萨马拉城阿拨斯朝哈里发穆台瓦基勒宫廷。翌年哈里发被害，穆拜赖德去巴格达，后半生以教书为生。所辑《文苑》是语言学知识的宝库。